# Божидар (герб)
Божедар (пол. Bożydar) — польський шляхетський герб.

## Опис герба
На розтятому щиті у першому синьому полі, над двома золотими кроквами, з'єднаними у формі літери W, два схрещених мечі, між руків'ями та з боків срібна лілія, в у другому червоному полі — золотий лев із золотою короною, з мечем у правій лапі, ліва лапа спирається на круглий сталевий щит. Клейнод — крило чорного грифа, пронизане стрілою. Намет — праворуч червоний, ліворуч синій, підбитий золотом.

## Найдавніші згадки
Найдавнішим геральдичним джерелом, у якому згадується герб, є Insignia seu clenodia Regis et Regni Poloniae польського історика Яна Длугоша 1464—1480 років. Інформацію про герб він фіксує серед 71 найдавніших польських шляхетських гербів у фрагменті: «Boszazdarz quatuor lilia alba, unum videlicet in summitate, aliud in base siue fundamento, tercium in sinistra, quartum ab [d]extra partibus clipei depicta et in eorum centro siue medio crux alba, a radice superioris lilii ad verticem inferioris et transversalter a medio dextri lilii in medium sinistri ducta et protensa; in galea quatuor alba lilia sirie cruce, similiter quadrangulariter formata et depicta; lusce autem galeam ad utrumque latus tegunt, colore flaueo, rubeo et glauco permixte. Insigne est per Wladislaum tercium, Polonie et Ungarie regem, in Buda Anno dni. MCCCCXLII viro spectabili Georgio Schwarcz, ciui et consuli civitatis Cracouiensis, et sue posteritati donatum».

## Гербовий рід
Присуджено 1847 року Антоні Готьє.